# Pont Gramme
Pour les articles homonymes, voir Gramme (homonymie).
Le pont Gramme (d'après Zénobe Gramme) est un pont routier à Liège sur la rivière Ourthe à l'embouchure de celle-ci dans la Meuse. Il se trouve en aval du pont de Fétinne. Il porte la Nationale 90 et fait liaison entre le quai Mativa et le quai Gloesener.